# Ниписсинг (округ)
Ниписси́нг — административный округ в провинции Онтарио, Канада. Крупнейшим городом и административным центром округа является город Норт-Бей. Население — 84 688 чел. (по переписи 2006 года).

## География

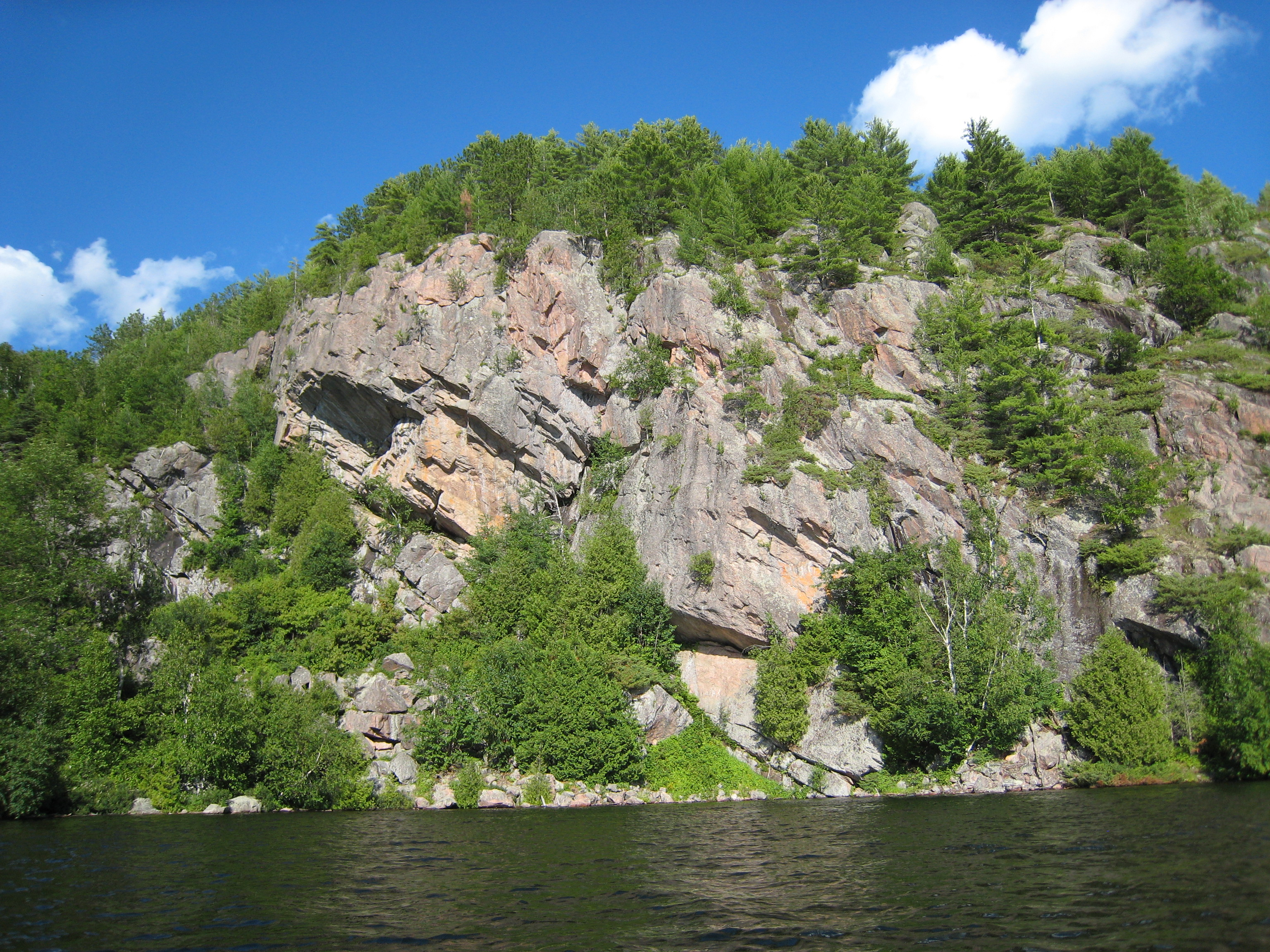
Скалы рядом с Норт-Беем

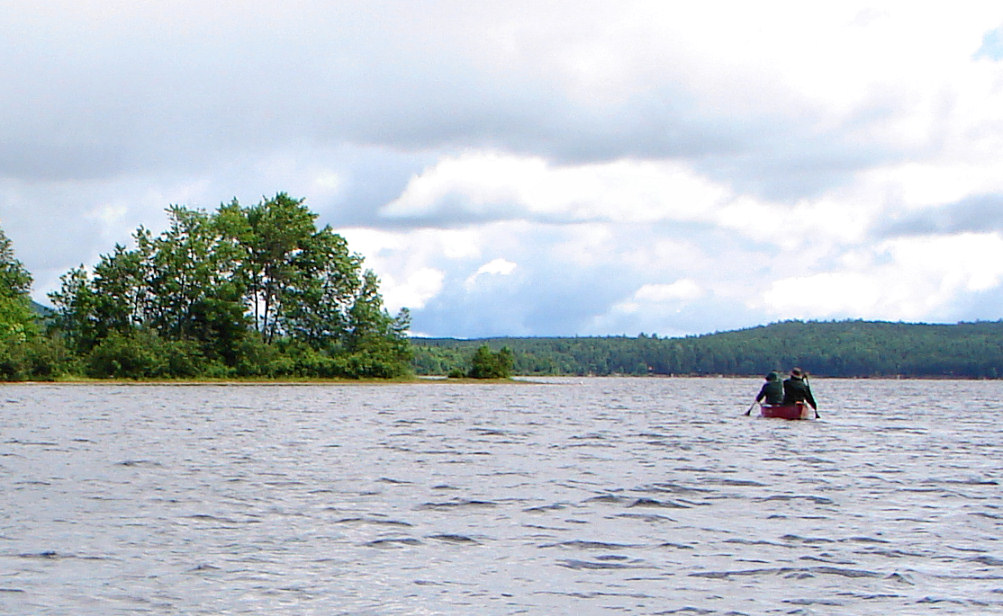
Озеро Тэйлон.

Округ расположен на востоке провинции Онтарио, в регионе Северо-Восточное Онтарио. На севере Рейни-Ривер граничит с округом Тимискаминг, на западе — с округом Садбери, на юго-западе — с округами Парри-Саунд и Мускока, на юге — с графством Хелибертон, на юго-востоке — с графством Хейстингс, на востоке — с графством Ренфру и на северо-востоке — с квебекским округом Абитиби — Темискаминг.

## Административное деление
В состав округа входят следующие муниципальные образования:
- 4 города, из них: 1 «сити» — Норт-Бей и 3 «тауна» — Маттава[англ.], Темагами[англ.] и Вест-Ниписсинг[англ.];
- 7 тауншипов: Бонфилд[англ.], Кальвин[англ.], Чисхолм[англ.], Ист-Феррис[англ.], Маттаван[англ.], Папино-Камерон[англ.] и Саут-Алгонкин[англ.];
- 2 межселенные территории — Северный Ниписиинг[англ.] и Южный Ниписсинг[англ.];
- 2 индейские территории: Бэр-Айленд 1 и Ниписсинг 10.

## Население
Из примерно 84,7 тысяч жителей, населяющих округ, 41 130 составляют мужчины и 43 555 — женщины. Средний возраст населения — 42,2 лет (против 39,0 лет в среднем по провинции). При этом, средний возраст мужчин составляет 41,3 лет, а женщин — 43,0 (аналогичные показатели по Онтарио — 38,1 и 39,9 соответственно).
На территории округа зарегистрировано 35 140 частных жилых помещений, принадлежащих 24 950 семьям.
На английском языке как на родном говорят 58 635 человек, на французском — 13 175. Распространённость других языков невелика.
Крупнейший населённый пункт и административный центр — Норт-Бей — 53 966 чел. (чуть менее двух третей населения округа, по переписи 2006 года).